# Clube de Desportos do Maxaquene
El Clube de Desportos do Maxaquene és un club de futbol de la ciutat de Maputo, Moçambic.

## Història
Evolució del nom:
- 1920: Sporting Clube de Lourenço Marques
- 1976: Sporting Clube de Maputo
- 1978: Clube de Desportos Maxaquene

## Palmarès
- Lliga moçambiquesa de futbol:[2]
  - 1984, 1985, 1986, 2003
- Copa moçambiquesa de futbol:[3]
  - 1978, 1981, 1987, 1994, 1996/97, 2000/01
- Copa d'honor de Maputo:
  - 2006
- Campionat colonial:
  - 1960, 1962
- Lliga de Lourenço Marques de futbol:
  - 1922, 1930, 1933, 1938, 1940, 1943, 1948, 1953, 1960

## Futbolistes destacats
- Eusébio